# Muzeum Karlovy Vary
Muzeum Karlovy Vary je příspěvková organizace Karlovarského kraje. Muzeum je členem Asociace muzeí a galerií. Zaměřuje se především na balneologii a umělecký průmysl regionu (sklo, porcelán, cín).

## Historie muzea
Muzeum bylo založeno společně s městským archivem a knihovnou roku 1870.  Do sbírek se postupně dostávaly předměty různých karlovarských sběratelů a patriotů, včetně předmětů se soukromého muzea rytce skla Pittroffa (jeho muzeum vzniklo již v roce 1867). Roku 1937 daroval muzeu své sbírky Dr. Karl David Becher a posléze se do muzea dostala i sbírka terčů karlovarského střeleckého spolku. Po roce 1949 se muzeum nacházelo v budově čp. 22 na Zámeckému vrchu. Současná expozice se nachází v budově v ulici Nová Louka..

## Sbírka muzea
Muzeum Karlovy Vary uchovává především sbírkové předměty týkající se dějin lázeňství, dále má sbírku skla, porcelánu a cínu, militaria, národopisný materiál, předměty z oborů archeologie, zoologie, botanika a geologie.  

## Pobočky
Jedinou pobočkou muzea je Muzeum Jáchymov. Bývalými pobočkami karlovarského muzea jsou nyní samostatná muzea v Nejdku, Žluticích a Horní Blatné, pobočka Muzeum Karla Marxe (založena 1960) byla zrušena. 